# 마쓰다이라 고토
마쓰다이라 고토(일본어: 松平 康東, 1903년 2월 5일 ~ 1994년 5월 4일)는 일본의 외교관이다.

## 가족 관계
- 조부: 마쓰다이라 고뉴(松平康入)[2][3][4][5]
  - 아버지: 마쓰다이라 이치사부로(松平市三郎, 1871년 1월 ~ ), 마쓰다이라 고넨(松平康年)의 양자[2][3][4][5][6][7]
  - 어머니: 마쓰다이라 다미(松平タミ, 1880년 8월 ~ ), 야마무라 후사토시(山村総俊)의 딸[2][3][4][5]
    - 부인: 아이(愛, 1907년 1월 ~ ), 유하라 하지메(湯原甫)의 누나[6]
    - 동생: 마쓰다이라 고사이(松平康西, 1907년 9월 ~ ), 마쓰다이라 고반(松平康蕃) 와 데이(てい)의 양자[2][3][4][5][7]
    - 제수: 사치코(幸子, 1916년 3월 ~ )[7]
      - 질녀: 마쓰다이라 야스코(松平康子, 1939년 7월 ~ )[7]
      - 질녀: 마쓰다이라 데루코(松平照子, 1942년 3월 ~ )[7]
      - 질녀: 마쓰다이라 가즈코(松平和子, 1946년 4월 ~ )[7]

    - 동생: 마쓰다이라 고난(松平康南, 1910년 3월 ~ )[2][3][4][5][6]